# Barock Pinto
Le Barock Pinto est une race de chevaux de couleur, sélectionnée aux Pays-Bas à partir du Frison. En constitution depuis les années 1960, cette race est populaire grâce à sa robe pie et à son modèle original.

## Histoire
Le Barock Pinto est connu sous de nombreux noms, tels que Barockpinto, Barockpintoens, Pinto-Barockpferd, Pinto Barocktyp et Pinto Barock. En Amérique du Nord, les noms Baroque Pinto, Pinto Friesian, Friesian Pinto, et Friesian Warmblood se rencontrent.
Il provient d'une sélection entamée aux Pays-Bas dans les années 1960, à partir d'un étalon pie mi-Frison, Bonte Nico, devenu très populaire dans la presse écrite de l'époque et auprès de certains éleveurs,. Interdit de reproduction en race frisonne, Bonte Nico effectue néanmoins de très nombreuses saillies (jusqu'à 150 par an), ce qui motive la création d'un stud-book spécifique pour permettre la reconnaissance de ses poulains.
Ce stud-book est officialisé en 2009.

## Description
La taille se situe de préférence entre 1,60 m et 1,72 m. La tête est assez forte. L'encolure est solide, musclée et portée haut. Le corps est solide et compact.
Ce cheval tient du Frison une abondante crinière et des allures relevées. Pour être admis au sein de la race, les chevaux doivent avoir au minimum 37,5 % d'origines Frison. Le stud-book reste ouvert, et comporte différentes sections en fonction des origines des sujets. La sélection porte sur le modèle et allures, sur l'aptitude à l'utilisation, et sur la santé. Ce stud-book impose aussi un contrôle de filiation par génotypage.

### Robe
La seule robe autorisée est le pie noir et blanc.

## Utilisations
La race est surtout employée en dressage et à l'attelage. Elle est également populaire comme cheval de loisir et de spectacle. Les sujets les plus proches du cheval de sport sont montés en compétition de saut d'obstacles aux États-Unis.

## Diffusion de l'élevage
Cette race récente a largement dépassé les frontières de son Pays-Bas natal, puisqu'elle est représentée dans de nombreux pays dont la Belgique, les Etats-Unis (Californie et Alaska), la Norvège, le Danemark, la Tchéquie et  l'Allemagne. Dans ce dernier pays, les effectifs ont progressé constamment entre 2011 et 2013, avant une régression en 2015 (129 sujets recensés dont 80 femelles reproductrices).
Une présentation d'étalons est organisée chaque année à Assen, aux Pays-Bas.